# Urna de la Mesta
L'Urna de la Mesta és un recipient de plata en forma de gerro. Va ser utilitzada com a urna a les votacions celebrades pel «Concejo de Mesta», on es van dipositar els vots dintre de quatre boles, tres d'elles conservades al costat de l'urna. Aquestes peçes forman part de la col·lecció del Museu Arqueològic Nacional d'Espanya a Madrid amb l'inventari número 2002/57/1.

## Descripció

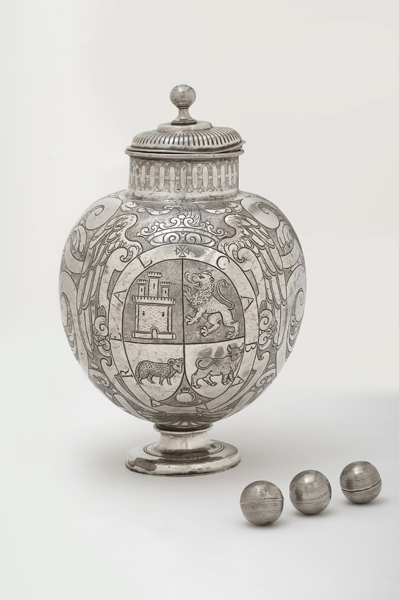
Vista central amb l'escut

És un recipient de cos esfèric amb coll cilíndric i peu circula, té una nansa llisa en forma de «C» unida a la tapadora circular i aplatada amb una rematada de bola. La tapadora presenta unes decoracions radials al seu coll presenta uns ovals estrets i verticals i finalment, al cos de l'urna, on la decoració es va realitzar amb quatre grans «C» cisellades amb adorns vegetals a cada costat i un gran escut central coronat i sostingut per una àguila amb les ales obertes, l'escut és el que correspon al Consell de Mestas, quarterat amb castell, lleó rampant, carner i bou, una magrana a la punta i amb la inscripció al voltant de REAL/CABAÑA.